# Amenia longicornis
Amenia longicornis är en tvåvingeart som först beskrevs av Malloch 1930.  Amenia longicornis ingår i släktet Amenia och familjen spyflugor. Inga underarter finns listade i Catalogue of Life.